# Labeo coubie
Labeo coubie är en fiskart som beskrevs av Eduard Rüppell 1832. Labeo coubie ingår i släktet Labeo och familjen karpfiskar. IUCN kategoriserar arten globalt som otillräckligt studerad. Inga underarter finns listade i Catalogue of Life.